# Теплова карта

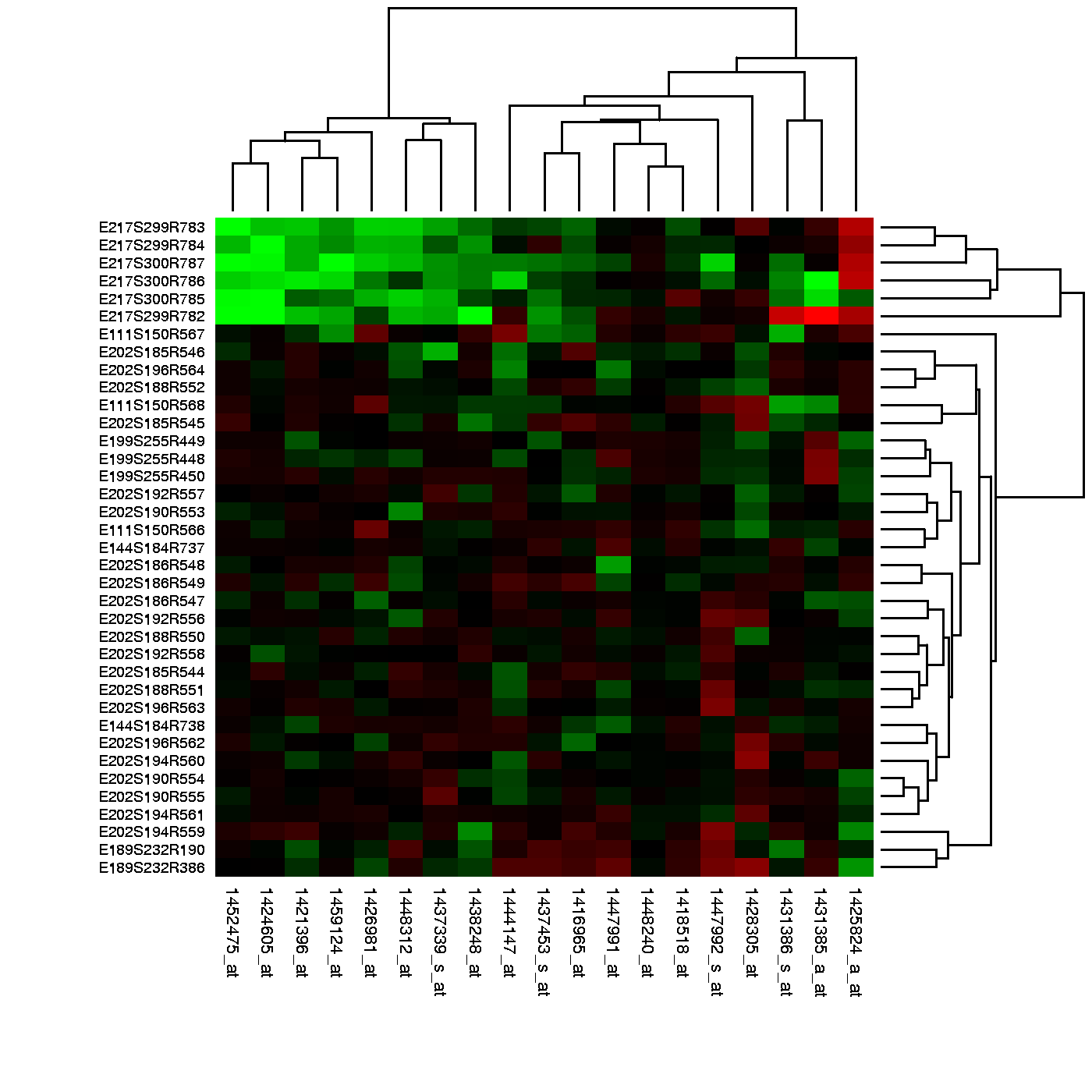
Теплокарта, згенерована з даних ДНК-мікрочипу, що відбражають значення експресії генів за різних умов.

Теплова карта або теплока́рта (англ. heatmap) — являє собою графічне представлення даних, при якому окремі значення що містяться в матриці представлено у вигляді кольорів. Фрактальні карти та деревоподібні карти часто використовують подібні системи кодування кольорів для представлення значень, яких набуває змінна в ієрархії. Термін «Теплокарта» був запропонований розробником програмного забезпечення Кормаком Кінні в 1991 році з метою описати двовимірний дисплей, котрий відображав інформацію з фінансових ринків у реальному часі.

## Історія
Теплокарти беруть початок з двовимірного відображення значень у матриці даних. Більші значення були представлені невеликими темно-сірими або чорними квадратами (пікселями), а менші значення — світлішими квадратами. Сніт у 1957 році відобразив результати кластерного аналізу перестановкою рядків і стовпців матриці так, щоб розмістити подібні значення поруч відповідно до кластеризації. Жак Бертен використовував аналогічне представлення щоб відобразити дані, які відповідають шкалі Гутмана. Ідею прив'язки кластерних дерев до рядків і стовпців матриці даних вперше висловив Робертом Лінг у 1973 році. Лінг використовував спеціальні друковані символи для відображення різних відтінків сірого, по одному символу в ширину на кожен піксель. Ліланд Вілкінсон у 1994 році розробив першу комп'ютерну програму, котра давала змогу створювати кластерні теплокарти з використанням кольорової графіки високої роздільної здатності. Програма мала назву SYSTAT. Створена Ейзеном теплокарта, що представлена на рисунку, є відтворенням раніше створеного дизайну SYSTAT.

## Види
Існують різні види теплокарт:
- Мережеві теплокарти використовуються для відображення областей вебсторінки, які найбільш часто переглядають відвідувачі. Мережеві теплокарти часто використовуються разом з іншими формами вебаналітики та інструментами відтворення сесій.
- Біологічні теплові карти зазвичай використовуються в молекулярній біології для представлення рівнів вираження певних генів у ряді порівнюваних зразків, наприклад, клітин в різних станах, зразків від різних пацієнтів.
- Деревоподібна карта є двовимірним ієрархічним розбиттям даних, яке візуально нагадує теплову карту.
- Мозаїчний графік є поділеною на ділянки тепловою картою, що використовується для представлення таблиці даних з двома або більше сторонами. Як і в деревоподібних картах, прямокутні області в мозаїчному графіку ієрархічно організовані. Історію та використання цього графіку досліджував Френдлі у 1994 році.

## Застосування у програмному забезпеченні
Декілька реалізацій теплокарт у програмному забезпеченні наведено у списку (список не повний):
- NeoVision Hypersystems, Inc., фірма по розробці програмного забезпечення заснована Кормаком Кінні, що отримує фінансування від Intel і Deutsche Bank, розробила теплокарти, які зображують фінансові дані та підрахунки у режимі реального часу. Більше 50 000 користувачів отримало ліцензії на використання цього програмного забезпечення. Теплокарти від Neovision стали однією із функцій nasdaq.com [2]
- R Statistics, безкоштовне програмне середовище для статистичних обчислень і графіки  містить кілька функцій, що використовують теплокарти  [Архівовано 30 квітня 2010 у Wayback Machine.]
- Gnuplot, універсальне безкоштовне програмне забезпечення з інтерфейсом командної строки, може будувати двовимірні та тривимірні теплокарти  [Архівовано 7 листопада 2017 у Wayback Machine.]
- Програмне забезпечення Google Docs для роботи з таблицями включає додаток для побудови тепло карт.
- Qlucore містить теплову карту, яка динамічно оновлюється при зміні параметрів фільтру.
- ESPN Gamecast використовує тепло карти у футбольних іграх, щоб показати у якому місці поля певні гравці проводили найбільше часу.
- HeatmapTool.com, веб-API для створення теплокарти для Google Maps  [Архівовано 4 вересня 2012 у Wayback Machine.]
- Microsoft Excel можна використовувати для отримання теплокарт за допомогою поверхневої діаграми. Хоча діапазон кольору за замовчуванням для поверхневих діаграм в Excel не відповідає теплокартам, кольори можуть бути відредаговані для створення зручної та інтуїтивно зрозумілої теплокарти.
- CrazyEgg, SessionCam та інші нові проекти, кількість яких постійно зростає, генерують теплокарти вебсторінок у мережі інтернет, базуючись на тому, де користувачі рухали курсор, натискали, скільки часу провели на сторінці та де використовували прокрутку.